# Stardust (popgrupp)

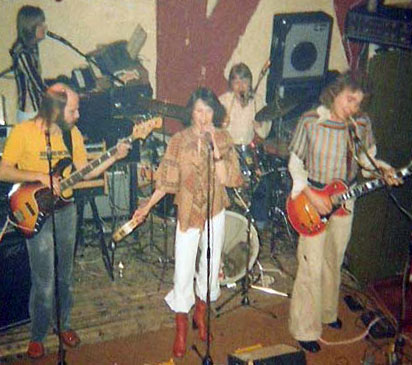
Stardust på Greyhound, Hammersmith, London 1977

Stardust var en svensk popgrupp som turnerade runt halva Europa under 70-talet och var med i BBC:s musikprogram  Top of the Pops 22 september 1977 . Gruppen slutade turnera på heltid i oktober 1978.
Stardust bildades i oktober 1970 under namnet Stämbandet av två sångerskor: Elisabeth Lord och May-Britt Johansson (senare May-Britt ”Maya” Wirbladh). De hade ett gemensamt förflutet i sånggruppen Bäckmora Show/Midnight Singers. E Lord lämnade gruppen efter ett år. Med i gruppen från början var också Jorma Kujansuu och Sven-Magnus "Mange” Wirbladh. Basisten Leif Alverstam är med på det svenska albumet. Han lämnade gruppen när halva plattan var inspelad. Därefter var Tomas Nauwelaertz de Agé basist. Trummisen Edmund ”Charlie” Franzén (tidigare medlem i duon Charlie & Esdor) började samtidigt som Leif Alverstam.
1973 kom den första singeln ut, ”Lyckliga Världen” skriven av gitarristen Jorma Kujansuu och även inspelad av Lars Berghagen och Ola Håkansson.
1975 kom gruppens första album ut med sånger signerade Jorma Kujansuu och några texter skrevs av Sven-Magnus Wirbladh. Detta album valdes till ”Veckans svenska LP-skiva” i Sveriges Radio P3 en vecka i mars 1975.   
Bandet representerade Sverige en gång på Europatoppen, radiolista arrangerad av EBU.  
Det andra albumet spelades in i London då man signat med Satril/Henry Hadaway Organisation.   
Ett tredje album under namnet Stardust Revival med 14 egna sånger på engelska gavs ut 2016 av Riverside Records, Stockholm.   